# ミリオンガール
『ミリオンガール』は、桃雪琴梨による日本の漫画作品。『なかよし』（講談社）2009年9月号から2010年6月号まで連載された。単行本は講談社コミックスなかよし（同）より全3巻。

## あらすじ
幼い頃に両親を亡くした琥珀幸はおじに引き取られ、資産家の子女が通う帝都学院に通っていた。
ある日、幸は同じ学校の男子生徒・銀雨音から、マネーゲームと呼ばれる怪しげな賭けのようなものに誘われる。興味が無いとゲームへの招待状を振り払い、その場を立ち去る幸。だがその日帰宅すると、怪しげな男たちから、経営していた会社を倒産させたおじが逐電し、しかもその際に幸を借金のカタとして1億円で売却していったと告げられる。愕然としながら家を飛び出した幸のポケットには、いつ入れられていたのかあの招待状が入っていた。自分に付けられた代価、1億円を稼ぎ出すため、雨音の元へ赴く幸。だがゲームに参加するには100万円が必要だという。逡巡しながらも、幸は大切にしていた母親譲りの琥珀色の髪を切って100万円に換え、ついにマネーゲームに参加した。

## 登場人物
作中では登場人物の名前の読みはカタカナ表記になっている。
琥珀 幸（コハク サチ）
帝都学院高等部1年生。母親譲りの琥珀色の髪と、人一倍の正義感を持つ少女。両親は幼い頃に他界。宝石関連の事業を営む遠縁のおじに養育されていた。その後、事業の失敗によりおじは逐電、幸自身も借金のカタとして1億円で売却された。
自分自身に付けられた1億円の代価を購う為に、不本意ながらマネーゲームへの参加を決意する。
銀 雨音（シロガネ レオン）
帝都学院高等部2年生。幸をマネーゲームに誘った、謎の男子生徒。連載終了後に発表された番外編にて、その正体が明かされた。
紫水 晶（シミズ アキ）
マネーゲームの参加者。幸の参加時点で既に1億円稼いでいた。
二回戦で幸と対戦し、敗退。
翠 珪人（ミドリ ケイト）
マネーゲームの参加者。幸の初戦の相手で、互いに面識があった。ゲームに敗退後、父親の経営する会社が倒産。借金のカタとしてヤクザに売り飛ばされそうになるが、それらの負債も併せて幸が稼ぐということで救済された。その後、幸に対して協力的な姿勢を見せる。

## 用語
マネーゲーム
- 賭博に似たゲームで、参加費は100万円。様々な様式のゲームが存在し、「マネーゲーム」はその総称。以下は作中で琥珀幸が参加するゲーム。
- 1番目のゲームは、ひとつの質問に対し「はい」か「いいえ」のどちらかを答えるクイズ様式。
  - 参加者は参加費の100万円を使い、答えに近づくためのヒントを購入しなければならない。購入希望のヒントが相手と重複した場合は、オークションのようにより多くの代価を支払った者に当該ヒントが与えられる。
- 2番目のゲームは「裏切り者ゲーム」。
  - 「裏切り者」「友達」のカードを使ったゲーム。

## 書籍情報
桃雪琴梨 『ミリオンガール』 講談社〈講談社コミックスなかよし〉全3巻。
1. 2009年12月25日 第1刷発売 ISBN 978-4-06-364247-6
2. 2010年4月6日 第1刷発売 ISBN 978-4-06-364260-5
3. 2010年9月6日 第1刷発売 ISBN 978-4-06-364278-0